# Haugen (Wisconsin)
Haugen es una villa ubicada en el condado de Barron en el estado estadounidense de Wisconsin. En el Censo de 2010 tenía una población de 287 habitantes y una densidad poblacional de 215,59 personas por km².

## Geografía
Haugen se encuentra ubicada en las coordenadas 45°36′28″N 91°46′43″O / 45.60778, -91.77861. Según la Oficina del Censo de los Estados Unidos, Haugen tiene una superficie total de 1.33 km², de la cual 1.32 km² corresponden a tierra firme y (1.17%) 0.02 km² es agua.

## Demografía
Según el censo de 2010, había 287 personas residiendo en Haugen. La densidad de población era de 215,59 hab./km². De los 287 habitantes, Haugen estaba compuesto por el 94.08% blancos, el 0% eran afroamericanos, el 0% eran amerindios, el 0.7% eran asiáticos, el 0% eran isleños del Pacífico, el 1.39% eran de otras razas y el 3.83% pertenecían a dos o más razas. Del total de la población el 1.74% eran hispanos o latinos de cualquier raza.